# Linosta centralis
Linosta centralis is een vlinder uit de familie van de grasmotten (Crambidae), uit de onderfamilie van de Linostinae. De wetenschappelijke naam van deze soort is voor het eerst gepubliceerd in 1959 door Eugene Gordon Munroe.
Deze soort komt voor in Mexico (Chiapas).